# Селезнёв, Анатолий Петрович
Анато́лий Петро́вич Селезнёв (29 января 1923, Ярушниковы, Вятская губерния — 19 октября 1993, Нижний Тагил, Свердловская область) — капитан Советской Армии, участник Великой Отечественной войны, Герой Советского Союза (1945).

## Биография
Родился 29 января 1923 года в деревне Ярушниковы (ныне — Котельничский район Кировской области). С 1936 года проживал в Нижнем Тагиле, окончил там девять классов школы.
В январе 1942 года Селезнёв был призван на службу в Рабоче-крестьянскую Красную Армию. В том же году окончил Камышловское военное училище. С февраля 1944 года на фронтах Великой Отечественной войны, командовал взводом 766-го стрелкового полка 217-й стрелковой дивизии 48-й армии 1-го Белорусского фронта. Отличился во время освобождения Минской области Белорусской ССР.
27 июня 1944 года взвод Селезнёва в числе первых переправился через реку Ола в районе села Микуличи Бобруйского района и принял активное участие в боях за захват и удержание плацдарма на его западном берегу, уничтожив 1 автомашину и около взвода вражеских солдат и офицеров, а также захватив обоз. 3 июля 1944 года в бою за деревню Узляны Руденского района Селезнёв заменил выбывшего из строя командира роты. Под его руководством рота отразила шесть немецких контратак, Селезнёв лично уничтожил более 20 солдат и офицеров противника.
Указом Президиума Верховного Совета СССР от 24 марта 1945 года лейтенант Анатолий Селезнёв был удостоен звания Героя Советского Союза с вручением ордена Ленина и медали «Золотая Звезда» за номером 7298.
В 1947 году в звании капитана Селезнёв был уволен в запас. Проживал в Нижнем Тагиле. После окончания Свердловского юридического института работал адвокатом, юрисконсультом.
Умер 19 октября 1993 года(1990 год — ошибочен), похоронен на Висимском кладбище Нижнего Тагила.
Заслуженный юрист РСФСР. Был также награждён орденами Красного Знамени, Александра Невского и Отечественной войны 1-й степени, рядом медалей.

## Память

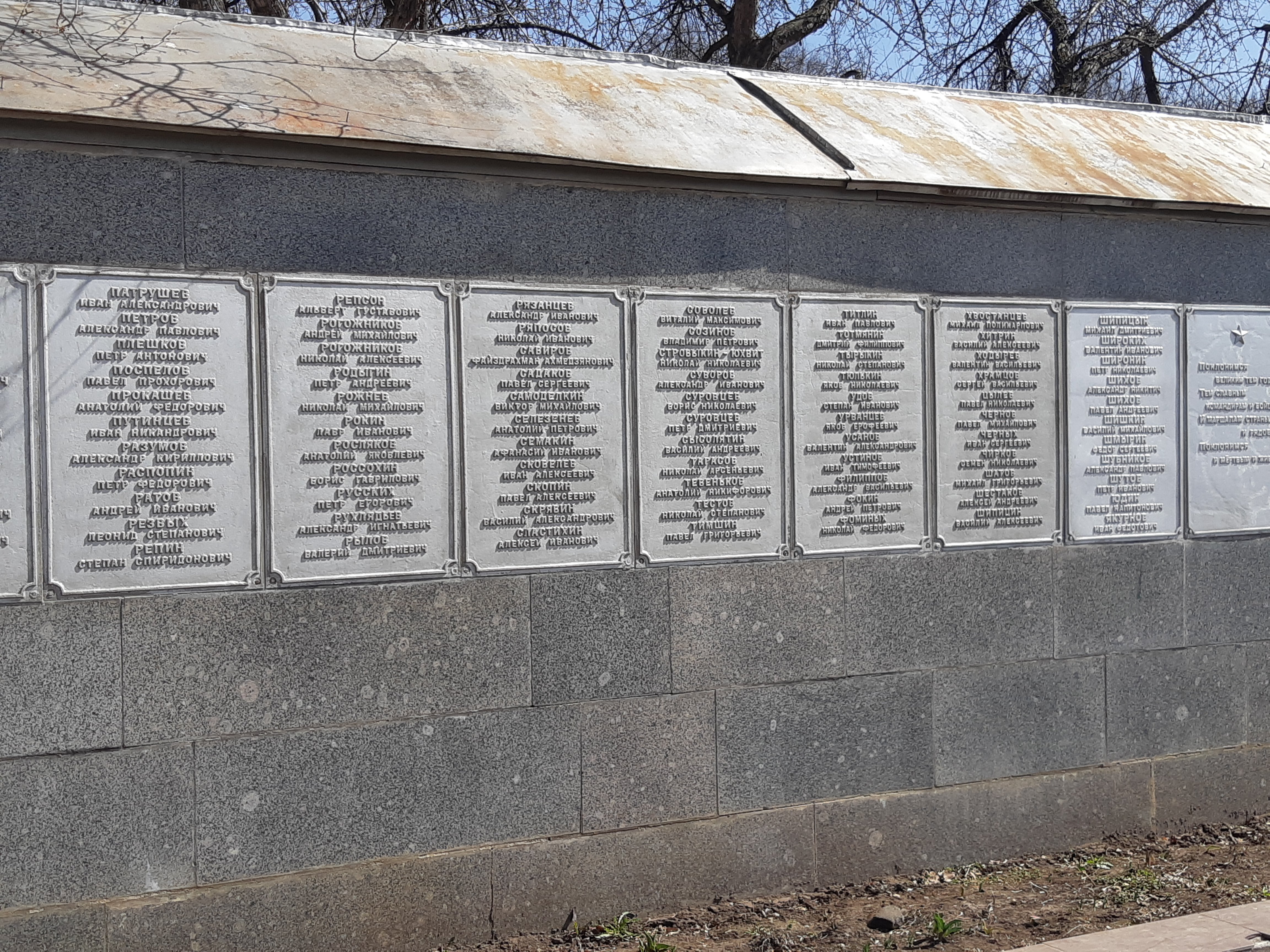
Имя Героя на мемориальной доске в парке г. Кирова

- Имя Героя Советского Союза А. П. Селезнёва увековечено на мемориальной доске в честь кировчан — Героев Советского Союза в парке дворца пионеров города Кирова.
- Имя Героя высечено золотыми буквами в зале Славы Центрального музея Великой Отечественной войны в Парке Победы г. Москвы.